# Ruchomy cel
Ruchomy cel (ang. Harper) – film fabularny produkcji amerykańskiej z 1966 oparty na motywach powieści Rossa Macdonalda. W Wielkiej Brytanii i Polsce film wyświetlano pod tytułem książki The Moving Target.

## Synopsis
Prywatny detektyw Lew Harper (w książce Lew Archer) dostaje zlecenie od żony zaginionego milionera, który zaginął w drodze na lotnisko. Trop wiedzie do tajemniczej sekty Czcicieli Słońca.

## Obsada
- Paul Newman – Lew Harper
- Lauren Bacall – Elaine Sampson
- Julie Harris – Betty Fraley, śpiewaczka
- Arthur Hill – Albert Graves, prawnik Sampsona
- Janet Leigh – Susan Harper
- Pamela Tiffin – Miranda Sampson, córka
- Robert Wagner – Allan Taggert, pilot Sampsona
- Robert Webber – Dwight Troy
- Shelley Winters – Fay Estabrook
- Harold Gould – szeryf Spanner
- Roy Jenson – Puddler
- Strother Martin – Claude, przywódca Czcicieli Słońca
- Martin West – Zastępca szeryfa
- Jacqueline deWit – Pani Kronberg
- Eugene Iglesias – Felix, szofer Sampsona